# 小行星7879
小行星7879（英語：7879）是一颗围绕太阳公转的小行星。1992年3月3日，UESAC在拉西拉天文台发现了此天体。
这颗小行星的绝对星等为231.69842等。